# Dendrophidion rufiterminorum
Dendrophidion rufiterminorum — вид змій родини полозових (Colubridae). Мешкає в Центральній і Південній Америці.

## Поширення і екологія
Dendrophidion rufiterminorum мешкають в центральному Белізі, південно-східній Гватемалі і північному Гондурасі, а також на південному сході Нікарагуа та в сусідніх районах північної Коста-Рики. Вони живуть у вологих тропічних лісах, на висоті до 950 м над рівнем моря.